# Stanisław Ryłko
Stanisław Marian Ryłko (Andrychów, 4. srpnja 1945.), je poljski rimokatolički kardinal i predsjednik Papinskog vijeća za laike.

## Životopis
Stanisław Ryłko je rođen je u Andrychówu u obitelji Wladyslawa i Aurelije Rylko. Imao je brata Władysława i sestru Jadwigu. Ryłko je studirao na Papinskom sveučilištu Gregoriana, gdje je stekao doktorat iz društvenih znanosti. Za svećenika ga je zaredio budući papa Ivan Pavao II. 30. ožujka 1969. Ryłko je služio kao vice-rektor u sjemeništu u Krakowu. Godine 1987. vratio se u Rim te djelovao u odjelu za mlade u Papinskom vijeću za laike. U razdoblju od 1989. do 1991. sudjelovao je u organizaciji Svjetskog dana mladih. Poslije je prebačen u poljski dio vatikanskog državnog tajništva.
Dana 20. prosinca 1995. godine Ryłko je imenovan tajnikom Papinskoga vijeća za laike i naslovnim biskupom Novica. Biskupsku posvetu je dobio 6. siječnja 1996. godine. Kasnije je imenovan predsjednikom Papinskog vijeća za laike, 4. listopada 2003. Papa Benedikt XVI. ga je zaredio za kardinala na konzistoriju 24. studenog 2007. Bio je jedan od kardinala birača koji su sudjelovali u na papinskoj konklavi 2013.
Godine 2015. odlikovan je odlikovanjem Preporoda Poljske. Osim rodnim poljskim, kardinal govori i talijanski, engleski i njemački. Za svoje geslo uzeo je Krist, moje svjetlo (lat. Lux mea Christus).

## Vanjske poveznice
- Stanisław Ryłko na stranici Catholic-Hierarchy (engl.)